# Lebeďaň
Lebeďaň (rusky Лебедянь) je město v Lipecké oblasti v Ruské federaci. Při sčítání lidu v roce 2010 měla přes jednadvacet tisíc obyvatel.

## Poloha a doprava
Lebeďaň leží ve Středoruské vysočině na Donu, přítoku Azovského moře. Od Lipecku, správního střediska oblasti, je vzdálena přibližně šedesát kilometrů severozápadně.
Přes město prochází železniční trať začínají na jihozápadě v Jelci a končící na severovýchodě v obci Lev Tolstoj.

## Dějiny
Sídlo zde bylo založeno koncem 16. století jako strážnice na pravém břehu Donu na tehdejší jihovýchodní hranici ruské říše. První písemná zmínka je z roku 1605.
Městem je Lebeďaň od roku 1779, kdy se stala také správním střediskem jednoho z ujezdů tehdejší Tambovské gubernie. Jméno města má svůj název odvozený od slova lebeď – labuť – a labuť je také vyobrazena na městském znaku.

### Rodáci
- Paul von Derwies (1826–1881), železniční podnikatel a mecenáš
- Konstantin Nikolajevič Igumnov (1873–1943), hudební skladatel
- Jevgenij Ivanovič Zamjatin (1884–1937), spisovatel.